# The Darkside Vol.1
The Darkside Vol. 1 è il decimo album del rapper statunitense Fat Joe. L'album fu annunciato a Gennaio del 2010 per poi uscire il 27 luglio dello stesso anno. Fat Joe con questo album è ritornato all'Hardcore rap. L'album ha avuto delle critiche positive.

## Singoli
I singoli sono (Ha Ha) Slow Down in collaborazione con Young Jeezy e If It Ain't About Money in collaborazione con Trey Songz.

## Tracce
1. Intro – 2:24 – Scram Jones
2. Valley of Death – 3:39 – Cool & Dre, Zeferiah
3. I Am Crack – 3:43 – Just Blaze
4. Kilo (featuring Clipse & Cam'ron) – 4:01 – Infamous, Laurent "Slick" Cohen (co-prod.)
5. Rappers Are in Danger – 3:16 – Infamous
6. (Ha Ha) Slow Down (featuring Young Jeezy) – 3:25 – Scoop DeVille
7. If It Ain't About Money (featuring Trey Songz) – 3:53 – Cool & Dre, Zeferiah
8. No Problems (featuring Rico Love) – 2:57 – Scoop DeVille
9. How Did We Get Here (featuring R. Kelly) – 4:20 – Raw Uncut
10. Money Over Bitches (featuring Too Short & TA) – 3:59 – Raw Uncut
11. Heavenly Father (featuring Lil Wayne) – 4:05 – Streetrunner, I.L.O. (prod. agg.)
12. I'm Gone – 6:21 – DJ Premier

Traccia bonus
1. At Last Supremacy (featuring Busta Rhymes)) – 3:54 – Cool & Dre, Zeferiah